# 三元乡 (盐亭县)
三元乡，是中华人民共和国四川省绵阳市盐亭县曾经下辖的一个乡。2019年12月，撤销三元乡，将其所属行政区域划归黄甸镇管辖。

## 行政区划
三元乡撤销前下辖以下地区：
双泉村、柏林村、白马村、枣园村、金河村、保安村、会仙村、金鸭村和宏济村。